# 隆峰牧場 (亞利桑那州)
隆峰牧場（英語：Lone Butte Ranch）是位於美國亞利桑那州馬里科帕縣的一個聚居地。該地的面積和人口皆未知。

## 地理
隆峰牧場的座標為33°13′57″N 112°02′50″W / 33.23250°N 112.04722°W，而該地的平均海拔高度為339米（即1112英尺）。